# Back on the Block
Back on the Block ist ein Musikalbum von Quincy Jones, das im Jahr 1989 veröffentlicht wurde. Auf dem Album tritt eine Vielzahl prominenter Musiker verschiedener Musikrichtungen auf, darunter Miles Davis, Joe Zawinul, Ice-T, Big Daddy Kane, Dizzy Gillespie, George Benson, Luther Vandross, Dionne Warwick, Barry White, Chaka Khan, Take 6, Bobby McFerrin, Al Jarreau und Ray Charles. Das Album beinhaltet die letzten Studioaufnahmen von Ella Fitzgerald, mit der Jones bereits 1963 zusammengearbeitet hatte, und Sarah Vaughan.

## Rezeption
Das Album gewann sieben Grammy-Awards, darunter den Grammy für das „Album des Jahres“.
Richard S. Ginell bewertet das Album bei Allmusic mit vier von fünf Sternen und schrieb:

“Later, jazz buffs would vilify Jones for not taking fuller advantage of this one-time constellation of jazz stars, but at the time, it seemed like a marvelous dialogue between the old and the new … Yet Back on the Block remains a strikingly durable piece of entertainment, and in hindsight, a poignant signpost of the changing of the guard.”

„Später würden Jazzfans Jones dafür verteufeln, dass er diese einmalige Konstellation von Jazzgrößen nicht vollständig nutzte, aber zu jener Zeit schien es wie ein wunderbarer Dialog zwischen dem Alten und dem Neuen … Doch bleibt Back on the Block ein auffallend langlebiges Stück Unterhaltung und im Nachhinein ein ergreifender Wegweiser der Wachablösung.“

## Titelliste
1. Prologue (2Q's Rap) Big Daddy Kane, Jones – 1:04
2. Back on the Block (Jones, Rod Temperton, Siedah Garrett, Caiphus Semenya, Ice-T, Melle Mel, Big Daddy Kane, Kool Moe Dee) – 6:34
3. I Don't Go for That (Ian Prince) – 5:11
4. I'll Be Good to You (George Johnson, Louis Johnson, Sonora Sam) – 4:54
5. The Verb to Be (Introduction to ›Wee B. Dooinit‹) (Mervyn Warren) – 0:29
6. Wee B. Dooinit (Acapella Party by the Human Bean Band) (Jones, Siedah Garrett, Ian Prince) – 3:34
7. The Places You Find Love (Glen Ballard, Clif Magness, Caiphus Semenya) – 6:25
8. Jazz Corner of the World (Introduction to ›Birdland‹) (Big Daddy Kane, Kool Moe Dee) – 2:54
9. Birdland (Joe Zawinul) – 5:33
10. Setembro (Brazilian Wedding Song) (Ivan Lins, Gilson Peranzzetta) – 5:05
11. One Man Woman (Garrett, Ian Prince, Harriet Roberts) – 3:44
12. Tomorrow (A Better You, Better Me) (George Johnson, Louis Johnson, Siedah Garrett) – 4:46
13. Prelude to the Garden (Jorge Calandrelli) – 0:54
14. The Secret Garden (Sweet Seduction Suite) (Jones, Rod Temperton, Siedah Garrett, El DeBarge) – 6:41

## Mitwirkende Musiker
Ella Fitzgerald – Take 6 – Chaka Khan – Bobby McFerrin – Ray Charles – Big Daddy Kane – Ice-T – Luther Vandross – Sarah Vaughan – Al Jarreau – Dionne Warwick – Barry White – Syreeta Wright – Grandmaster Melle Mel – Al B. Sure! – Tevin Campbell – Alvin Chea – Andraé Crouch – Kool Moe Dee – Nadirah Ali – Maxi Anderson – Peggie Blu – McKinley Brown – Sandra Crouch – Geary Faggett – Voncielle Faggett – Geary Lanier Foggett – Ken Ford – Jania Foxworth – Siedah Garrett – Tammie Gibson – Rose Banks – El DeBarge – Cedric Dent – Chad Durio – Jim Gilstrap – Jackie Gouche – Alex Harris – Howard Hewett – Reggie Green – Jennifer Holliday – Pattie Howard – James Ingram – David Thomas – Mervyn Warren – Charity Young – Shane Shoaf – Alfie Silas – Perry Morgan – Phil Perry – Tyren Perry – Derrick Schoefield – Mark Kibble – Edie Lehmann – Tiffany Johnson – Clif Magness – Donovan McCrary – Howard McCrary – Claude McKnight – Jean Johnson McRath – Miles Davis – Dizzy Gillespie – Gary Grant – Bill Reichenbach Jr. – Jerry Hey – James Moody – Gerald Albright – Paul Jackson Jr. – Michael Landau – Randy Lukather – Steve Lukather – George Benson – George Johnson – Neil Stubenhaus – Louis Johnson – Nathan East – Ollie Brown – Harvey Mason, Sr. – Paulinho da Costa – J.C. Gomez – John Robinson – Bruce Swedien – Bill Summers – Michael Boddicker – Jorge Calandrelli – Randy Kerber – Rhett Lawrence – David Paich – Michael Young – Greg Phillinganes – Ian Underwood – Steve Porcaro – Joe Zawinul – Larry Williams – George Duke – Herbie Hancock – Sheila E. – Glen Ballard – Rod Temperton – Jesse Jackson – Quincy Jones – Ian Prince – Caiphus Semenya – Morris Michael – Laurie Rox